# Martín (nombre)
El nombre Martín  es un nombre masculino que proviene del latín, que es una forma derivada tardía del nombre del dios romano Marte, la divinidad protectora de los latinos y, por lo tanto, el dios de la guerra. El significado generalmente se traduce en referencia al dios como "consagrado a Marte", o "a la guerra / belicoso" (al igual que el nombre de pila "Marcial"). 

## Distribución en España
Según el INE, a fecha 01/01/2021 en España llevan el nombre de Martín: 67.731 hombres, es usado en toda España, principalmente en las provincias de La Coruña (0,778%), Pontevedra (0,697%), Orense (0,649%), Lugo (0,604%) y Guipúzcoa (0,498%).

## Variaciones en otros idiomas
- Alemán: Martin
- Catalán: Martí.
- Danés: Morten.
- Euskera: Martin.
- Estonio: Martin
- francés: Martin
- Gallego: Martín.
- Húngaro: Marton.
- Inglés: Martin, diminutivo: Marty.
- Italiano: Martino.
- Latín: Marten, Martinus.
- Neerlandés: Maarten, Merten, Martijn.
- Polaco: Marcin.
- Portugués: Martim, diminutivo: Martinho.
- Turco: Marthyn, Mertynm.
- Ruso: Мартын.

- Femenino: Martina, Martine (en francés).

## Santoral
- 12 de enero: San Martín de León, o Martino de la Santa Cruz
- 5 de febrero: San Martín de la Ascensión, mártir.
- 19 de febrero: San Martin Wu Xuesheng
- 20 de marzo: San Martín de Braga o de Dumio.
- 13 de abril: San Martin I, papa.
- 8 de mayo: San Martín de Saujon.
- 1 de Julio: San Martín de Vienne, obispo.
- 3 de agosto: San Martín de Masico
- 7 de octubre: San Martín Cid.
- 24 de octubre: San Martin de Vertou.
- 3 de noviembre: San Martín de Porres.
- 8 de noviembre: San Martín Tho, mártir vietnamita
- 11 de noviembre: San Martín de Tours.